# Ворнер (Њу Хемпшир)
Ворнер (енгл. Warner) насељено је место без административног статуса у америчкој савезној држави Њу Хемпшир.

## Демографија
По попису из 2010. године број становника је 444.